# Fredrik Neij
Hans Fredrik Lennart Neij, alias TiAMO (født d. 27. april 1978 i Norrahammar, Sverige), er en svensk IT-specialist. Hen er sammen med Gottfrid Svartholm Warg medejer af webhotellet PRQ, og er også kendt som en af personerne bag websitet The Pirate Bay, som han stiftede sammen med Gottfrid Svartholm Warg. 
I februar 2009 blev Neij stillet for retten sammen med Gottfrid Svartholm, Peter Sunde og Carl Lundström, anklaget for medvirken til brud på ophavsretslovgivningen. Han blev idømt fængsel i 2010 og blev endvidere pålagt at betale en millionerstatning. Efter dommen holdt Neij sig skjult i Thailand og Laos mens han var internationalt efterlyst. I november 2014 blev Neij anholdt i Laos.

## Eksterne Henvisninger
- Wikimedia Commons har flere filer relateret til Fredrik Neij
- The Pirate Bay Arkiveret 27. august 2020 hos  Wayback Machine
- PRQ.SE Arkiveret 30. december 2006 hos  Wayback Machine